# 쉬리속
쉬리속(학명: Coreoleuciscus)은 잉어목 잉어과에 속하는 한반도 토종 민물고기의 한 갈래이다. 총 2종으로 구성되어 있다.